# Joseph Smith (consul)
Pour les articles homonymes, voir Joseph Smith (homonymie) et Smith.
Joseph Smith (Londres, 1674 - Venise, 1770), est consul anglais à Venise entre 1744 et 1760. Il est un collectionneur passionné, mécène intéressé, interlocuteur entre les Anglais désireux d'acquérir des peintures italiennes et les artistes submergés de commandes. Il devient le protecteur de Francesco Zuccarelli et lui fait faire un grand nombre de tableaux, lesquels sont envoyés à Londres et vendus à des prix élevés. Il est, de même, le mécène, intermédiaire et agent de Canaletto, qu'il fait d'ailleurs venir à Londres et dont il finance l'album de gravures dévolues à Venise.
Il joint au goût des arts celui de la littérature. Il a formé une collection précieuse des premières éditions  des auteurs classiques. On en a le catalogue sous le titre de Bibliotheca Smithiana, Venise, 1754, in-4°. Ce volume lui-même est très recherché.

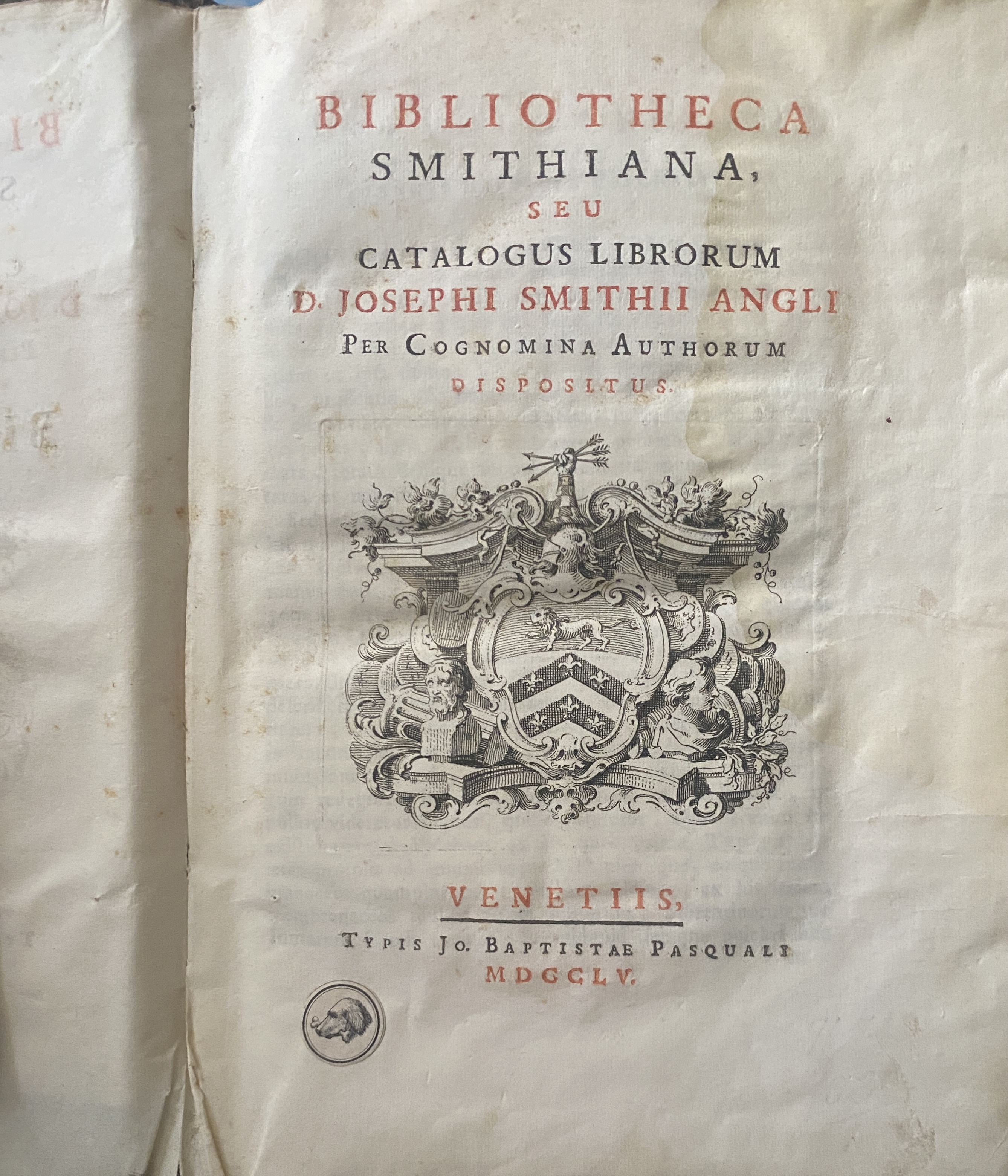
Consul Anglais à Venise. 1754

En 1762, Smith vend sa collection des vedute au roi George III. Elle est maintenant dans la collection royale de Windsor.

## Source
« Joseph Smith (consul) », dans Louis-Gabriel Michaud, Biographie universelle ancienne et moderne : histoire par ordre alphabétique de la vie publique et privée de tous les hommes avec la collaboration de plus de 300 savants et littérateurs français ou étrangers, 2e édition, 1843-1865 [détail de l’édition]